# Šalmaneser III.
Šalmaneser III. (Šulmānu-ašarēdu, bog Šulmanu je najimenitnejši)  je bil kralj Asirije, ki je vladal od 859 do 824 pr. n. št., * ni znano, † 824 pr. n. št.
Bil je sin svojega predhodnika Ašurnarsipala II. Njegova vladavina je bila neprekinjen niz vojnih pohodov proti vzhodnim plemenom, Babiloncem, ljudstvom v Mezopotamiji in Siriji,  Kizuvatni in Urartuju. Njegova vojska je prodrla do jezera Van in Taurusa. Hetite iz Karkemiša je prisilil k plačevanju davka, kraljestvi Hamat in Aram Damask pa je podjarmil. V njegovih letopisih za 850. leta so prvič v pisni zgodovini omenjeni Arabci in Kaldejci.

## Vladanje

### Vojni pohodi
Leta 853 pr. n. št. je enajst držav na čelu z aramejskim  kraljem Damaska  Hadadezerjem, kraljem Hamata Irhulenijem  in nekaj drugimi vladarji sklenilo vojaško zvezo  in se v bitki pri Karkarju spopadlo z asirsko vojsko. Izid bitke je bil neodločen, v naslednjih letih pa je Šalmaneser III. večkrat porazil svoje nasprotnike. Končen rezultat je bila asirska okupacija Levanta (Sirija in Libanon) in Arabije.

### Pohod proti Izraelu
Leta 841 pr. n. št. se je Šalmaneser III. odpravil na pohod proti  Hadazerjevemu nasledniku Hazaelu in ga prisilil na beg za obzidje njegove prestolnice. Šalmaneserjevo obleganje Damaska ni uspelo. Opustošil je Hazaelovo ozemlje in ozemlje Jehuja Izraelskega, kar je opisano na Črnem obelisku, razstavkjenem v Britanskem muzeju, feničanska mesta pa so mu morala morda že od takrat plačevati davek. Babilonijo je do takrat že osvojil, vključno z ozemlji nomadskih kaldejskih, sutejskih in aramejskih plemen. Zadnjega babilonskega kralja je dal usmrtiti.

### Pohod proti Tabalu
Leta 836 pr. n. št. je Šalmaneser poslal vojsko na pohod proti Tabalu, kateremu je sledil pohod proti Kapadokiji in leta 832 pr. n. št. proti Urartuju. Naslednje leto je postarni kralj predal poveljstvo svoje vojske turtanu (vrhovni poveljnik) Dajan-Ašurju. Šest let kasneje so se Šalmaneserju  pod poveljstvom sina Ašur-danin-pala uprle Ninive in druga mesta. Upor je zatrl Šalmaneserjev drugi sin Šamši-Adad V. Šalmaneser je kmalu zatem umrl.

### Kasnejši pohodi
Šalmaneserju je uporom navkljub uspelo razširiti meje Novoasirskega cesarstva, utrditi oblast v Kaburju in goratih obmejnih predelih Zagrosa, za katere se je spopadal z Urartujem. Med njegovo vladavino so bili prvič v pisni zgodovini omenjeni arabski jezdeci  na kamelah.

## Biblične študije
Vladanje Šalmaneserja III. je pomembno za biblične študije, ker so na dveh njegovih spomenikih omenjeni imeni vladarjev iz hebrejske Biblije. Na Črnem obelisku je omenjen kralj Jehu sin Omrija (navedek je napačen, ker Jehu ni bi Omrijev sin), na eni od Kurških stel pa je med opisom bitke pri Karkarju omenjen kralj Ahab.